# Референдум о Венс—Овеновом плану
Референдум о Венс—Овеновом плану одржан је у Репубици Српској 15. и 17. маја 1993. године. Иако је предсједник Републике Српске Радован Караџић потписао план 30. априла, Народна скупштина Републике Српске одбила је план 6. маја, а затим је расписала референдум. План је одбило 96% гласача, иако су посредници референдум назвали „преваром”.